# Onorata Rodiani
Onorata Rodiani (ou Rodiana ; Castelleone, 1403 - Castelleone, 1452) est une peintre et condottiere italienne « semi-légendaire ». Sa ville natale est Castelleone, près de Crémone.

## Peintre
L'anecdote pour laquelle Onorata Rodiani est la plus connue fut relatée pour la première fois en 1590 par Conrado Flameno, dans son livre Storia di Castelleone (Histoire de Castelleone). Selon lui, elle fut engagée par Gabrino Fondolo, tyran de la ville de Crémone, pour décorer son palais. C'est la seule trace écrite d'une commande à une femme peintre pendant le Quattrocento. Selon Flameno toujours, tandis qu'elle peignait une fresque, ce qui était sa spécialité, un jeune courtisan se comporta de manière indécente envers elle. Elle le tua avec un couteau et s'enfuit « déguisée en homme ». Selon Flameno elle aurait alors déclaré :

« Mieux vaut vivre honorée hors de ma patrie, que déshonorée dans ma patrie. »

## Carrière militaire
La Storia di Castelleone de 1590 ajoute qu'Onorata Rodiani, quoique jugée et pardonnée par Gabrino Fondolo, entra au service de Oldrado Lampugnano, un condottiere, en tant que cavalier. Flameno dit que ceci fut fait « à l'insu de tous », et qu'Onorata vécut ensuite « en ayant changé son nom et ses habits » ; elle serait donc un exemple de travestissement en temps de guerre. Elle servit ensuite sous plusieurs capitaines, dont Conrado Sforza, frère du duc Francesco Sforza. Sous son commandement, en 1452, elle serait venue à l'aide de sa ville natale de Castelleone, assiégée par la république de Venise. Le siège fut levé mais elle fut blessée mortellement, emportée à l'intérieur de la ville, et là, après avoir été « reconnue avec grand étonnement », elle mourut. Flameno conclut cet épisode avec une autre citation d'Onorata, supposément prononcée au moment de sa mort :

« Honorée je vécus, honorée je mourrai. »

## Historicité
Comme remarqué ci-dessus, l'historicité d'Onorata Rodiani est incertaine. Conrado Flameno, dans les deux citations qu'il lui attribue, procède à des jeux de mots sur son nom : Onorata signifie « honorée » en italien, et Onorata, dans les deux cas, parle de « vivre honorée ».
Selon Flameno, Onorata fut enterrée dans l'église paroissiale de Castelleone, mais une nouvelle église fut construite à Castelleone au XVIe siècle, et aucune trace du tombeau d'Onorata n'existe aujourd'hui. Sa légende est cependant toujours vivante à Castelleone, et deux peintures murales inachevées dans le palazzo Galeotti-Vertua, dont on pense qu'il s'agissait du palais où Gabrino Fondolo résidait, lui sont parfois attribuées.
Il y a des divergences sur les œuvres sur lesquelles Onorata travaillait avant de s'enfuir. Une version de la vie d'Onorata datant du XIXe siècle affirme qu'elle peignait à la tempera sur plâtre sec, ce qui expliquerait qu'aucune œuvre n'ait survécu qui puisse lui être attribuée de manière certaine. Par contre, si elle peignait vraiment à la fresque, cela signifie qu'elle avait reçu le long entraînement nécessaire à la maîtrise de cette technique - « un élément plus remarquable encore, à cette époque à laquelle les femmes étaient relativement souvent vues à la tête de troupes, que son service sous les drapeaux des condottieri ». Le nom d'une autre femme, Caterina dei Vigri, par la suite canonisée, apparaît sur une peinture à la tempera datée de 1456, et il a été rapporté par son amie et biographe que Caterina dei Vigri peignait effectivement, principalement des miniatures.
Quant au service d'Onorata comme soldat, les dates données par Conrado Flameno sont cohérentes avec ce que l'on sait des événements militaires dans l'Italie du XVe siècle. Cela pourrait soit signifier qu'il y a quelque vérité dans le récit de Flameno, ou qu'il a pris soin d'insérer ce récit dans ce qu'il savait d'événements vieux d'un siècle au moment où il écrivit son livre.

## Onorata dans la littérature
La figure d'Onorata apparaît dans Le Livre de Cendres par Mary Gentle, où il est suggéré que l'épisode du courtisan indélicat est de la propagande. Mais elle commande effectivement une compagnie mercenaire dans ce roman (sans se faire passer pour un homme), et elle rencontre sa collègue, Cendres, le personnage principal.

## Œuvres
- Fresque, palais Galeotti-Vertua, Castelleone.